# Lydia Saïdi
Lydia Saïdi, née en 1994, est une photographe algérienne.

## Biographie
Lydia Saïdi étudie la langue et la culture germanique. En 2017, Lydia Saïdi est Rédactrice en chef du Germanisten Magazin. Il s'agit d'un webmagazine participatif trilingue en arabe, français et allemand, pour les germanistes du Maghreb. Après ses études, elle se tourne vers la photographie. Elle documente les manifestations du hirak auxquelles elle participe, en 2019. Elle fait partie des photographes qui portent un regard nouveau sur l'Algérie.
En 2019, Lydia Saïdi rejoint Awel Haouati et Saadia Gacem pour le projet d'archives des luttes des femmes en Algérie. Ce fonds d'archives numérique rassemble des documents écrits, visuels, imprimés et photographiques produits par des femmes activistes et des associations dirigées par des femmes, en Algérie.

## Expositions
- Lamanif vuedenbas, La Manufacture, Avignon, 2019
- Narratives from Algéria, Bienne, 2020[6]
- Road Prayer, Centre photographique documentaire, Sète, 2021[7]
- Alger, archipel des libertés, Frac Orléans, 2021[8]

## Distinctions
- concours Jeune Photographe, Maison de l’Image Documentaire, Sète, 2021[9]